# Saved (série télévisée)
Pour les articles homonymes, voir Saved.
Saved est une série télévisée américaine en 13 épisodes de 42 minutes, créée par David Manson et diffusée entre le 12 juin 2006 et le 1er août 2006 sur la chaîne TNT.
La série est diffusée en France depuis le 29 janvier 2008 sur Jimmy et en Suisse depuis le 10 février 2008 sur TSR1.

## Synopsis
Wyatt Cole était destiné à devenir un grand médecin, et sur un coup de tête, il décide de tout abandonner et d'arrêter ses études de médecine. Wyatt a aussi un défaut : il est accro au jeu, et c'est pour cela que sa petite amie le laisse tomber. Ainsi, pour combler le vide dans sa vie, il décide de devenir ambulancier ... 

## Distribution
- Tom Everett Scott (VF : Alexandre Gillet) : Wyatt Cole
- Omari Hardwick (VF : Didier Cherbuy) : Sack
- David Clennon (VF : Pierre Dourlens) : Dr Leon Cole
- Michael McMillian (VF : Jérémy Prévost) : Harper Sims
- Elizabeth Reaser (VF : Barbara Beretta) : Dr Alice Alden
- Tracy Vilar (VF : Odile Schmitt) : Angela de la Cruz

 Source et légende : version française (VF) sur RS Doublage

## Épisodes
1. Le choix de vie (A Day In the Life)
2. Jeu de hasard (Lady and the Tiger')
3. Les zombies (The Living Dead)
4. En plein brouillard (Fog)
5. La fête surprise (Family)
6. Journée à risques (Cowboys and Independents)
7. Question de confiance (Who Do You Trust ?)
8. Carte sur table (Secrets and Lies)
9. Bombe à retardement (Triage)
10. Brève célébrité (A Shock to the System)
11. Code zéro (Code Zero)
12. Tango (Tango)
13. Le bout du chemin (Crossroads)